# آبخوئلا
آبخوئلا (به اسپانیایی: Abejuela) یک شهرستان در اسپانیا است که در استان تروئل واقع شده‌است.

## خصوصیات
آبخوئلا ۸۶ کیلومترمربع مساحت و ۶۸ نفر جمعیت دارد.